# Distretto di Na Noi
Il distretto di Na Noi (in thailandese: นาน้อย) è un distretto (amphoe) della Thailandia, situato nella provincia di Nan.